# Agusta A.Z.8
L'Agusta A.Z.8 era un quadrimotore di linea ad ala bassa in grado di trasportare da 22 a 26 passeggeri a seconda delle versioni, realizzato dall'azienda italiana Agusta nel 1958 ma non avviato alla produzione in serie.
Pur essendo stato progettato per un impiego civile, l'unico esemplare realizzato venne preso in carico dall'Aeronautica Militare italiana ed impiegato come aereo da trasporto del personale fino alla sua radiazione.

## Storia del progetto
Negli anni cinquanta l'Italia era impegnata nella ricostruzione del paese nel periodo che seguì il termine della seconda guerra mondiale. Tra i settori in sviluppo c'era anche quello del trasporto aereo civile che, grazie alla sovrabbondanza dei mezzi aerei surplus di derivazione militare di costruzione britannica e statunitense, equipaggiavano fin dalla fine del conflitto le compagnie aeree italiane. L'affluenza del traffico passeggeri in costante aumento e il raggiungimento della vita operativa di velivoli in dotazione segnò l'esigenza di disporre dei velivoli moderni e dotati di maggior capienza ed in quest'ottica l'azienda aeronautica italiana Agusta intraprese lo studio di un velivolo destinato al mercato civile.
Il progetto venne affidato all'ingegner Filippo Zappata, già autore di numerosi velivoli sia militari che civili del periodo prebellico e bellico, arrivato in azienda nel 1951 dopo la chiusura della divisione aeronautica della Società Italiana Ernesto Breda per Costruzioni Meccaniche e dopo aver realizzato il Breda BZ 308 mai avviato alla produzione in serie.
L'impostazione era classica, quadrimotore ad ala bassa ed impennaggio tradizionale monoderiva, con la capacità di raggiungere la velocità di circa 370 km/h a 3 000 m di quota. Un modello venne realizzato ed esposto allo stand dell'azienda in occasione del Salone internazionale dell'aeronautica e dello spazio di Parigi-Le Bourget del 1955 ma non riuscì a suscitare l'interesse sperato anche perché proposto ancora con motori a pistoni quando era imminente l'avvento dei motori turboelica.

## Impiego operativo
Costruito in un solo esemplare (MM564, RS-1), venne utilizzato dall'Aeronautica Militare nel ruolo di aereo da trasporto tattico dal Reparto Sperimentale di Volo fino alla sua radiazione per mancanza di pezzi di ricambio. L'ultimo volo avvenne l'11 settembre 1963 e l'aereo venne demolito due anni dopo. Il velivolo non venne avviato alla produzione in quanto la Agusta ottenne la licenza di produzione di elicotteri dalla Bell e dalla Sikorsky, concentrandosi su questo specifico settore.

## Versioni
A.Z.8N
versione da 22 posti a sedere con scompartimento passeggeri non pressurizzato.
A.Z.8P
versione da 30 posti a sedere con scompartimento passeggeri pressurizzato.

## Utilizzatori
Italia
- Aeronautica Militare